# باراباي
باراباي (بالإنجليزية: Barabai)‏ هي district of Indonesia تقع في إندونيسيا في كليمنتان الجنوبية. يقدر عدد سكانها بـ 49,278 نسمة ومساحتها 54.57 كم2 .